# أروى الوقيان
أروى الوقيان (9 يناير 1979 -)، هي صحفية وكاتبة وناشطة إنسانية كويتية، خريجة كلية الآداب من جامعة الكويت قسم الإعلام في العام الدراسي 00-2001، عملت في العديد من الصُحف ككاتبة صحفية ولها مؤلفات والعديد من الكتابات في العديد من المجلات. حصلت على جائزة المرأة العربية في العام 2016 في الإعلام. تملك عضوية برابطة الأدباء مُنذ 2016، وتملك كذلك عضوية في الهلال الأحمر الكويتي منذ العام 2016، وهي المسؤولة عن وسائل التواصل الاجتماعي لدى الهلال الأحمر الكويتي مُنذ يناير 2018.

## المسيرة المهنية
بَدأت الكِتابة في جريدة آفاق الجامعية في عام 1997 ومِن ثُم بدأت الكتابة في جريدة القبس الكويتية كهاوية منذ عام 1999، ومن ثم انتقلت للكتابة كمحترفة في عام 2004 بشكل أسبوعي تحت زاوية باسم منظور آخر، وعملت في وكالة الأنباء الكويتية في العام 2007 وحتى الآن، ولها كتابات في العديد من الصحف والمجلات ومنها مجلة النهضة الكويتية الأسبوعية من العام 2003 وحتى 2005 ومجلة عالم الشباب الشهرية من العام 2004 وحتى 2005 وكذلك مجلة الحدث الشهرية في نفس الفترة. عَملت كذلك في مجلة لايف مود وهي أول مجلة كتابية شبابية في الإنترنت، ولها كتابات في مجلة بازار وكذلك مجلة أبواب الشهرية من عام 2005 وحتى 2007.
بالإضافة لعملها ككاتبة وصحفية، فقد عملت أروى في شركة الإتصالات المتنقلة الكويتية كضابط خدمات لكبار العملاء لمدة عام وثلاثة أشهر منذ 2001 وحتى 2002. والتحقت بالعمل في وزارة التعليم العالي من فبراير 2003 حتى 2007. وتملك عضوية في جميعه الصحافيين الكويتية منذ العام 2006.

## العمل التطوعي
تخلت أروى الوقيان عن نمط حياتها المترفة وسافرت إلى دول عديدة مثل الهند وبنغلاديش لمُساعدة لاجئي ميانمار وبلدان في أفريقيا والشرق الأوسط لخدمة المعوزين واللاجئين. في البداية سعت أروى إلى التطوع في داخل الكويت لكنها وجدت التطوع في الكويت محدوداً ويقتصر على زيارة دور الرعاية والمستشفيات لذا اتجهت إلى السفر ضمن فرق إغاثية كويتية للخارج.
في العام 2013 تمكنت أروى من التسجيل في منظمة تطوعية نيوزيلاندية تدعى مقر التطوع الدولي (بالإنجليزية: International Volunteer HQ)‏، وسافرت إلى الهند لمدة أسبوعين قامت خلالهما بأعمال النظافة وطلاء المدارس والبيوت والأحياء الفقيرة. بعد ذلك انضمت أروى لصفوف مؤسسات العمل الخيري الكويتية لتنضم إلى مؤسسة الهلال الأحمر الكويتي، وتسافر إلى بلدان منكوبة لتشارك في العمل الإغاثي. كما قامت أروى كذلك بتأسيس فريق إنسان التطوعي في أغسطس 2017 الذي يهدف لمُساعدة الأسر المُتعففة داخل الكويت.

## المؤلفات
لدى الناشطة أروى عددُ من المُؤلفات والروايات، وهي :
- في الهند التقيت ذاتي.
- فلتكوني بخير.
- السمراء التي أحببت.

## الجوائز
- حصلت على جائزة المرأة العربية في الإعلام في العام 2016.
- حصلت على جائزة التميز من محافظة حولي.
- حصلت على جائزة وشاح الكويت للبصمة الإنسانية.